# Trichilia laxipaniculata
Trichilia laxipaniculata là một loài thực vật có hoa trong họ Meliaceae. Loài này được Cuatrec. miêu tả khoa học đầu tiên năm 1950.